# Векслер, Хаскелл
Ха́скелл Векслер (англ. Haskell Wexler; 6 февраля 1922, Чикаго, Иллинойс — 27 декабря 2015[…], Санта-Моника, Калифорния) — американский кинооператор, продюсер и режиссёр, дважды обладатель премии «Оскар» за лучшую операторскую работу

## Биография
Родился в еврейской семье в 1922 году в Чикаго. Его родители — Саймон и Лотти Векслер. Он посещал прогрессивную школу Фрэнсиса Паркера, где дружил с Барни Россом. Окончил Калифорнийский университет. Служил моряком на военном флоте. Был участником II Мировой войны. Вернулся в Чикаго после увольнения в 1946 году и начал работать на складе в компании своего отца.

#### Личная жизнь
Третьим браком был женат на актрисе Рите Таггарт (англ. Rita Taggart; род. 1949).

#### Смерть
Умер во сне 27 декабря 2015 года в своем доме в Санта-Монике, штат Калифорния.

## Кинокарьера
ВекслерВ кино с 1953 (документальный фильм «Живущий город»). Режиссёрский дебют — 1958 («Странная победа»). Работал с такими режиссёрами, как Тони Ричардсон, Джон Кассаветис, Элиа Казан, Майк Николс, Франклин Шеффнер, Блейк Эдвардс, Деннис Хоппер, Хэл Эшби, Норман Джуисон, Джордж Лукас, Франсис Вебер, Ли Тамахори, Джон Сэйлз. Его фильм «Холодным взором» из-за сцены, в которой была показана мужская нагота, получил «рейтинг X» в Великобритании вместе с «Влюблёнными женщинами» Рассела, став одним из первых фильмов «большого» кино, получивших подобный статус. Известен своей непреклонностью в работе. Так, из-за творческих разногласий с режиссёром Фрэнсисом Фордом Копполой покинул съёмки фильма «Разговор», и его заменил Билл Батлер. Был наставником Эндрю Дэвиса, с которым работал над картиной «Холодным взором».

## Избранная фильмография

### Оператор
- 1953 — Живущий город / The Living City
- 1959 — Гневное око / The Savage Eye
- 1961 — Священник для преступников / The Hoodlum Priest
- 1963 — Америка, Америка / America, America
- 1964 — Самый достойный / The Best Man
- 1965 — Незабвенная / The Loved One
- 1966 — Кто боится Вирджинии Вулф? / Who’s Afraid of Virginia Woolf?
- 1967 — Душной южной ночью / In the Heat of the Night
- 1968 — Афера Томаса Крауна / The Thomas Crown Affair
- 1968 — Лица / Faces (с Эл Рубан, Морис Макэндри)
- 1969 — Холодным взором / Medium Cool
- 1972 — Процесс Кэтонсвильской девятки / The Trial of the Catonsville Nine
- 1973 — Американские граффити / American Graffiti (с Яном Д’Алкеном и Роном Эвеследжем)
- 1975 — Пролетая над гнездом кукушки / One Flew Over the Cuckoo’s Nest (с Биллом Батлером и Уильямом А. Фрейкером)
- 1976 — На пути к славе / Bound for Glory
- 1978 — Возвращение домой / Coming Home
- 1978 — Дни жатвы / Days of Heaven
- 1982 — В поисках выхода / Lookin' to Get Out
- 1983 — Мужчина, который любил женщин / The Man Who Loved Women
- 1987 — Свидетель / Matewan
- 1988 — Цвета / Colors
- 1989 — Три беглеца / Three Fugitives
- 1991 — Чужие деньги / Other People’s Money
- 1994 — Тайна острова Роан-Иниш / The Secret Of Roan Inish
- 1996 — Скала Малхолланд / Mulholland Falls
- 1996 — Жена богача / The Rich Man’s Wife

### Режиссёр
- 1958 — Странная победа
- 1969 — Холодным взором / Medium Cool
- 1971 — Интервью с президентом Альенде / Interview with President Allende
- 1985 — Латиноамериканец / Latino
- 2013 — Четыре дня в Чикаго / Four Days in Chicago

## Награды
- 1967 — «Оскар» за лучшую операторскую работу («Кто боится Вирджинии Вулф?»)
- 1976 — «Оскар» за лучшую операторскую работу (номинация, «Пролетая над гнездом кукушки», с Биллом Батлером и Уильямом А. Фрейкером)
- 1977 — Премия BAFTA за лучшую операторскую работу (номинация, «Пролетая над гнездом кукушки», с Биллом Батлером и Уильямом А. Фрейкером)
- 1977 — «Оскар» за лучшую операторскую работу («На пути к славе»)
- 1988 — «Оскар» за лучшую операторскую работу (номинация, «Свидетель»)
- 1990 — «Оскар» за лучшую операторскую работу (номинация, «Блэйз»)